# Гудвин, Эми Шулер
Эми Шулер Гудвин (англ. Amy Shuler Goodwin; род. 1970-е, Уилинг, Западная Виргиния) — американская государственная и политическая деятельница. Стала первой женщиной-мэром Чарлстона в Западной Виргинии, заняв эту должность в январе 2019 года.

## Ранний период жизни и карьера
Родилась в Уилинге, штат Западная Вирджиния. Её отец, владелец бизнеса Флойд Шулер, а мать, учительница Пэт Шулер. Её бабушка, Таис Блатник, работала в Сенате Западной Вирджинии.
Окончила среднюю школу Уилинг-Парк и получила степень бакалавра журналистики в Университете Западной Виргинии в 1994 году. Работала исследователем в ABC News, прежде чем стала репортёром и ведущей на WCHS-TV в Чарлстоне и WTRF-TV в Уилинге.

## Политическая карьера
В 1990-х годах работала директором по коммуникациям у мэра Чарлстона Кемпа Мелтона и директором по коммуникациям штата во время президентской кампании Джона Керри в 2004 году. Также работала директором по коммуникациям у губернаторов Роберта Уайза и Эрла Рэя Томблина. В 2014 году Эрл Томблин назначил её комиссаром Управления туризма Западной Виргинии и заместителем секретаря по торговле. Она проработала на этой должности до января 2017 года, когда губернатор Джим Джастис выбрал на эту должность Челси Руби.
В феврале 2017 года заявила о своем намерении баллотироваться на должность мэра Чарльстона на выборах 2018 года, стремясь сменить Дэнни Джонса, который решил не переизбираться. Победила республиканца Дж. Б. Эйкерса и независимого кандидата Энди Бэкуса на всеобщих выборах в ноябре 2018 года, набрав почти 51 % голосов. Была приведена к присяге 7 января 2019 года, став первой женщиной-мэром Чарлстона.
В ноябре 2022 года была переизбрана на должность мэра.

## Личная жизнь
Замужем за Бутом Гудвином, бывшим прокурором США и кандидатом от Демократической партии на должность губернатора в 2016 году. Они поженились 17 апреля 1999 года и имеют двух сыновей.